# Hey Joe

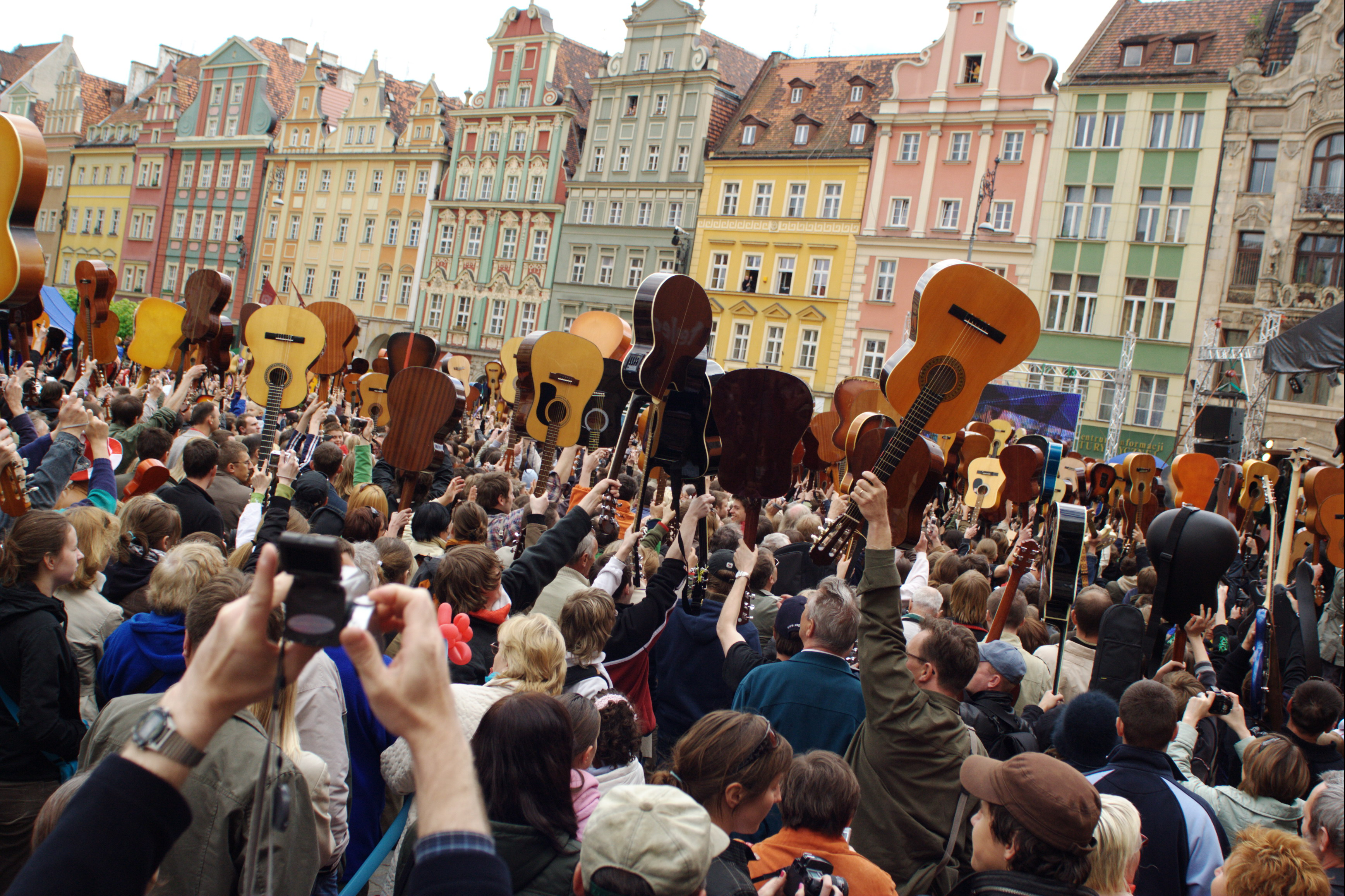
Bicie rekordu Guinnessa 1.05.2007 r.

Hey Joe lub rzadziej Hey Joe, Where You Gonna Go? – popularna amerykańska piosenka z lat sześćdziesiątych XX wieku, która stała się standardem rockowym. Wykonywana w tak wielu stylach muzycznych przez licznych muzyków, że dziś trudno jest określić pochodzenie oraz autorstwo utworu. Tekst utworu opowiada historię mężczyzny, który ucieka po zabiciu swojej żony.

## Autorstwo
Autorstwo piosenki wielokrotnie błędnie przypisywane było amerykańskiemu muzykowi Dino Valentemu (znanemu też jako Chester Powers lub Jesse Farrow). Piosenka często jest też uznawana za „dzieło tradycyjne”, jednak prawa autorskie zarejestrował w USA w 1962 Billy Roberts. Piosenka miała wielu wykonawców, jednak za najsłynniejsze uznaje się wykonania Jimiego Hendriksa.

## Historia
„Hey Joe” (znany także pod tytułem „Blue Steel .44”) przeważnie przypisuje się Billy’emu Robertsowi, chociaż możliwe jest, że jego prawdziwy twórca jest inny, lecz pozostaje nieznany. Tim Rose uważał ten utwór za pochodzący z rejonu Appalachów; grał go już gdy mieszkał jeszcze na Florydzie. W 1965 r. ta mroczna piosenka o morderstwie została nagrana przez The Leaves pod tytułem „Hey Joe Where You Gonna Go” i stała się przebojem. Później nagrali ją także The Byrds i Love. Wszystkie te wersje były bardzo szybkie.
Tim Rose zinterpretował ją, zdecydowanie zwalniając jej tempo, co pozwoliło lepiej zbudować dramaturgię utworu. Został on jednak zabroniony w południowych stanach USA, pod zarzutem propagowania przemocy, co uniemożliwiło mu uzyskanie ogólnokrajowej popularności. Dopiero wersja Jimiego Hendriksa, stała się wielkim przebojem. Rose twierdzi, że Chas Chandler (były basista The Animals i menedżer Hendrixa) usłyszał jego wersję w jednym z klubów w Los Angeles i zawiózł kopię Jimiemu do Londynu. Biografowie Hendrixa (Harry Shapiro i Caesar Glebbeek) właściwie także to potwierdzają, chociaż dodają, że Chandler słyszał Jimiego wykonującego „Hey Joe” wcześniej w Cafe Wha. Możliwe jest też, że obaj słyszeli jedną z wczesnych, wolnych, oryginalnych bluesowych wersji, która ich zainspirowała.

## Wersje i covery Hey Joe
- The Surfaris jako „Hey Joe, Where Are You Going” (Decca 31954, czerwiec 1966)
- Love (1966) na albumie Love
- The Byrds na albumie Fifth Dimension (1966) Pozycje na listach: USA #24, WB #27
- The Standells (1966)
- The Music Machine (1966)
- The Shadows of Knight (1966)
- Grateful Dead jako Warlocks (1966)
- Tim Rose (1966) podstawowa wersja, z niej skorzystał Jimi Hendrix; na albumie Tim Rose (1966)
- The Cryan' Shames (1966) na albumie Sugar & Spice
- Gonn (1966 or '67)
- Johnny Hallyday (1967) na albumie Olympia 67
- Martò (1967) wł. słowa: Francesco Guccini
- The Golden Cups (1968) japoński zespół
- The Creation (1968)
- The Mothers of Invention (1968) parodia „Hey Joe” jako „Flower Punk” z albumu We're Only in It for the Money
- Deep Purple (1968) na ich pierwszym albumie Shades of Deep Purple.
- Johnny Rivers (1968) na albumie Realization
- Band of Joy (1968) wersja demo z Robertem Plantem wydana w 2003 na albumie Sixty Six to Timbuktu
- Lee Moses (1971) na albumie Time and Place
- Roy Buchanan (1973)
- Patti Smith (1974) na jej pierwszym singlu
- Spirit (1975) na albumie Spirit of ’76
- Alvin Lee (1979) na albumie Ride On
- Stevie Ray Vaughan na DVD Live at Montreux 1982 & 1985 wydanym w 2004
- „Weird Al” Yankovic (1984) jako część mieszanki „Polkas on 45” na albumie „Weird Al” Yankovic in 3-D
- Nick Cave and the Bad Seeds (1986) na albumie Kicking Against the Pricks
- Rambo Amadeus (1989) na albumie Hoćemo gusle pod tytułem „Čovek sam ženo”
- Seal (1991) na singlu „Killer”
- Willy DeVille (1992) na albumie Backstreets of Desire
- Type O Negative (1992) jako „Hey Pete” na albumie The Origin of the Feces
- Jerry Douglas (1992) na albumie Slide Rule. Wokal Tima O’Briena
- Buckwheat Zydeco (1992) na albumie On Track
- Body Count (1993) na albumie Born Dead i Stone Free: A Tribute to Jimi Hendrix
- Eddie Murphy (1993) na albumie Love’s Alright
- Ira (1993) na płycie Ira Live
- Mathilde Santing (1994) jako „Hey Joan”, kobieta zabija mężczyznę
- O Rappa (1996) port. wersja na albumie Rappa Mundi.
- The Offspring (1991 i 1997) na ich ‘czwórce’ Baghdad EP i później jako strona B singla „Gone Away”
- The Make-Up (1999)
- Axel Rudi Pell (1999) na albumie The Ballads II
- Franco Battiato (2001) na albumie hierro forjado
- Robert Plant (2002) na albumie Dreamland i także wcześniej z Band of Joy w 1968
- Brant Bjork (2004) na albumie Local Angel
- Gabe Dixon Band (2005) na Live at World Cafe
- Psychedelic Deja Vu (2006)
- Arklio Galia (2007) wersja litewska „Ei, Juozai” na ich debiutanckim albumie.
- Guitar Shorty (2006)
- Popa Chubby
- Joe Cocker
- Pete Cornelius and the DeVilles
- Вася Клаб – wersja ukraińska „Гей, Джо!” z albumu Хіпан (2003)
- Michael Pitt z formacją Evil Twins – na potrzeby soundtracku do filmu „Marzyciele” (2003)
- ZACIER – Hej Józek – np. Wojna (lipiec 2004)

## Gitarowy rekord Guinnessa
Dnia 1 maja 2006 we Wrocławiu po kilku próbach (m.in. w roku 2005) został pobity gitarowy rekord Guinnessa, przy pobijaniu którego piosenkę „Hey Joe” zagrało na wrocławskim Rynku 1581 gitarzystów (dotychczasowy rekord wynosił 1555). Od tej pory rekord pobijano wielokrotnie, w latach: 2007 (1881 gitarzystów), 2008 (1951 gitarzystów), 2009 (6346 gitarzystów), 2012 (7273 gitarzystów), 2014 (7344 gitarzystów), 2016 (7356 gitarzystów), 2018 (7411 gitarzystów) i 2019 (7423 gitarzystów). Obecny światowy rekord Guinnessa w tej materii to właśnie „Hey Joe” zagrane we Wrocławiu przez 7423 gitary.
Organizacją bicia gitarowego rekordu Guinnessa, nieprzerwanie od kilku lat, zajmuje się Leszek Cichoński.